# Joseph Naffah
Joseph Naffah (ur. 14 marca 1969 w Andkit) – libański duchowny maronicki, od 2017 biskup pomocniczy Dżubby, Sarby i Dżuniji.

## Życiorys
Święcenia prezbiteratu przyjął 14 września 1995 i został inkardynowany do archieparchii Trypolisu. Był m.in. wykładowcą na libańskich uniwersytetach oraz dyrektorem instytutu technicznego w Karmsaddé.
17 czerwca 2016 otrzymał nominację na biskupa kurialnego patriarchatu Antiochii oraz na biskupa tytularnego Aradus. Chirotonii biskupiej udzielił mu 3 sierpnia 2016 patriarcha Béchara Boutros Raï.
17 czerwca 2017 został przeniesiony na urząd biskupa pomocniczego Dżubby, Sarby i Dżuniji.